# Dylan Affo Mama
Dylan Affo Mama, né le 22 juillet 1999 à Argenteuil, est un joueur français de basket-ball évoluant au poste d'ailier.

## Biographie
Dylan Affo Mama est formé à Paris-Levallois, puis à Boulazac en Espoirs. Il participe à ses premiers matchs professionnels en Jeep Élite lors de la saison 2017-2018. Il est prêté à l'Union Tarbes-Lourdes Pyrénées Basket, en Nationale 1 pour la saison 2019-2020. De retour dans son club formateur dès la saison suivante où il occupe un rôle dans la rotation, il est prêté à l'ALM Évreux en février 2021 pour compléter l'effectif lors de la saison 2020-2021 de Pro B.
Il rejoint Tours la saison suivante, où il inscrit 13,5 points de moyenne lors de la saison 2021-2022 de Pro B. Il remporte le concours de dunks lors de l'édition 2021 du All-Star Game LNB en dunkant par-dessus une moto avec le masque de Spiderman.
Le 2 juin 2022, il signe un contrat avec Fos Provence Basket.
Le 12 juin 2023, il rejoint la JDA Dijon.
Le 30 octobre 2023, il quitte Dijon après sept matchs disputés lors de la saison 2023-2024 de Betclic Élite et rejoint Pau-Lacq-Orthez en Pro B où il termine la saison 2023-2024.
Le 13 juin 2024, il signe un contrat de deux saisons avec Roanne.

## Palmarès
- Vainqueur du concours de dunks du All-Star Game LNB 2021